# André Carrell

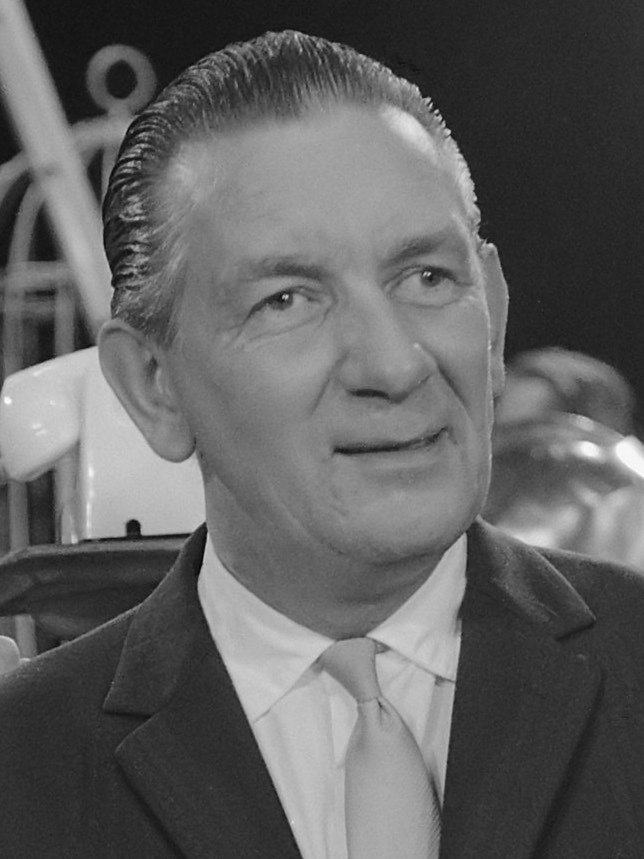
André Carrell (1960)

André Carrell, artiestennaam van Andries Kesselaar (Alkmaar, 27 december 1911 – Nieuw-Loosdrecht, 15 maart 1968), was een Nederlands conferencier. André was de vader van Rudi Carrell.
Als kind speelde Andries al stukjes in een zelfgebouwde tent. Hij leerde voor bakker, maar werd later verzekeringsagent. In 1934 trouwde hij met Catharina Houtkooper. Goochelaar Emil Moretti, een collega van Andries, stelde voor om de naam ‘Andries’ te verfransen tot ‘André’. Geïnspireerd door Nobelprijswinnaar Alexis Carrel, adviseerde hij ook de achternaam Carrell.
Het Regionaal Archief Alkmaar bezit een tekening uit 1936 waarop André Carrell, 24 jaar oud, met gitaar is afgebeeld.
In 1938 plaatste hij in het Zaans Volksblad, voor zover bekend, een eerste advertentie voor zijn cabaretgezelschap K.K.K.K. (of De Vier K's). In de jaren 40 verschenen er steeds vaker recensies van voorstellingen die hij op feestavonden voor verenigingen gaf. In 1942 zong hij enkele liedjes op de radio. Aan het eind van de oorlog trok hij door Nederland met een kindervoorstelling.
Na de oorlog wilde zijn carrière aanvankelijk niet voldoende brood op de plank brengen. Hij had een baan als verzekeringsagent en stond in de avonduren op het toneel. In 1948 trad hij met een gezelschap op voor militairen in Nederlands-Indië. In 1953 verschenen er weer advertenties in de dagbladen voor zijn cabaretvoorstellingen.  In de loop der jaren werd hij steeds vaker in kranten genoemd, en kwam hij in het echelon van 'bekende artiesten' terecht. In 1958 werd hij voor het eerst in één adem vermeld met zijn zoon Rudi. Drie jaar later presenteerden ze samen een oudejaarsshow voor de AVRO, en André Carrell vond een plek in het entertainment van de Nederlandse omroep. Hij werd bekend met zijn imitaties van Joseph Luns. In 1962 werd hij voor de AVRO op de dinsdagavond de gastheer in een maandelijks radioprogramma.  
Later kreeg hij een aandeel in tv-shows, vanaf 1965 zelfs zijn eigen show Carrousel, en hij speelde in de films Kermis in de regen van Kees Brusse (1962) en De Wolf en zijn 7 dochters van Tom Manders (1964). Ook trad hij op in de Rudi Carrell Show (1967). Tegen het einde van 1967 stopte André Carrell met werken. Na een half jaar ziek te zijn geweest overleed hij op 15 maart 1968.
Andries Kesselaar was getrouwd met Catharina  Houtkooper. Zij kregen vier kinderen, Rudolf (Rudi Carrell) (1934-2006), Geertruida (1936),  Adriaan (1941) en Andries (1944-1994).